# Motown's Greatest Hits
Motown's Greatest Hits 1969-1975 è un album raccolta che contiene brani del cantante statunitense Michael Jackson solista e del gruppo musicale Jackson 5, pubblicato dalla Motown Records nel 1992.
Come specificato dal titolo, tutti i brani inclusi appartengono al periodo passato alla Motown, ovvero dal 1969 al 1975. Per l'occasione uno tra i brani più conosciuti dei Jackson 5, I Want You Back, fu inserito sia in versione originale che in una versione remixata quattro anni prima.

## Tracce
1. I Want You Back (1988 PWL  Remix) – 4:08 (The Jackson 5)
2. Doctor My Eyes – 3:14 (The Jackson 5)
3. One Day in Your Life – 4:13
4. Lookin' Through the Windows – 3:38 (The Jackson 5)
5. Got to Be There – 3:24
6. I'll Be There – 3:59 (The Jackson 5)
7. The Love You Save – 3:05 (The Jackson 5)
8. ABC – 3:00 (The Jackson 5)
9. Rockin' Robin – 2:33
10. Happy (tema del film La signora del Blues) – 3:24
11. Ben – 2:46
12. Never Can Say Goodbye – 3:00 (The Jackson 5)
13. Farewell My Summer Love' – 3:44
14. I Want You Back – 2:59 (The Jackson 5)
15. Mama's Pearl – 3:13 (The Jackson 5)
16. Ain't No Sunshine – 3:55
17. Girl You're So Together – 3:13
18. Hallelujah Day – 2:48 (The Jackson 5)
19. Skywriter – 3:10 (The Jackson 5)
20. We're Almost There – 3:41

## Classifica
| Classifica (1992) | Posizione massima raggiunta |
| ----------------- | --------------------------- |
| Regno Unito       | 53                          |
| Francia           | 6                           |
| Australia         | 27                          |